# Macrolobium longipedicellatum
Macrolobium longipedicellatum är en ärtväxtart som beskrevs av Adolpho Ducke. Macrolobium longipedicellatum ingår i släktet Macrolobium och familjen ärtväxter. Inga underarter finns listade i Catalogue of Life.